# 迈松拉菲特站
迈松拉菲特站（法語：Gare de Maisons-Laffitte），是法国的一个铁路车站，位于伊夫林省迈松拉菲特，属于大区快铁A线A3支线和A5支线和巴黎圣拉扎尔线。属于第四收费区（法語：Zone 4）。